# Częstochowa
Częstochowa (kiejtéseⓘ, IPA: [ʧε̃stɔ'xɔva]), régi magyar neve: Csensztokó, város Lengyelországban a Sziléziai vajdaságban. 1975 és 1998 között a korábbi Częstochowa Vajdaság és a Częstochowai főegyházmegye székhelye. Elsősorban híres pálos monostoráról, Jasna Góráról (Fényes Hegy) és a benne levő híres fekete madonna képről ismert. A kegyképhez minden évben a világ minden részéről zarándokok ezrei érkeznek. Lakosságának száma: 248 894 (2004). Częstochowa – bár a sziléziai vajdasághoz tartozik – Kis-Lengyelország része, nem pedig Sziléziáé.

## Fekvése
A város Dél-Lengyelországban a Warta-folyó partján fekszik.

## Nevének eredete
A Częstochowa név Częstoch birtokát jelent és a Częstoch személynévből származik, melyet a középkori dokumentumokban Częstobor vagy Częstomir alakban is említenek. A város egy részét ma Częstochówkának hívják megkülönböztetve a régebbi városrésztől, mellyel 1826-ban egyesítették.

## Története

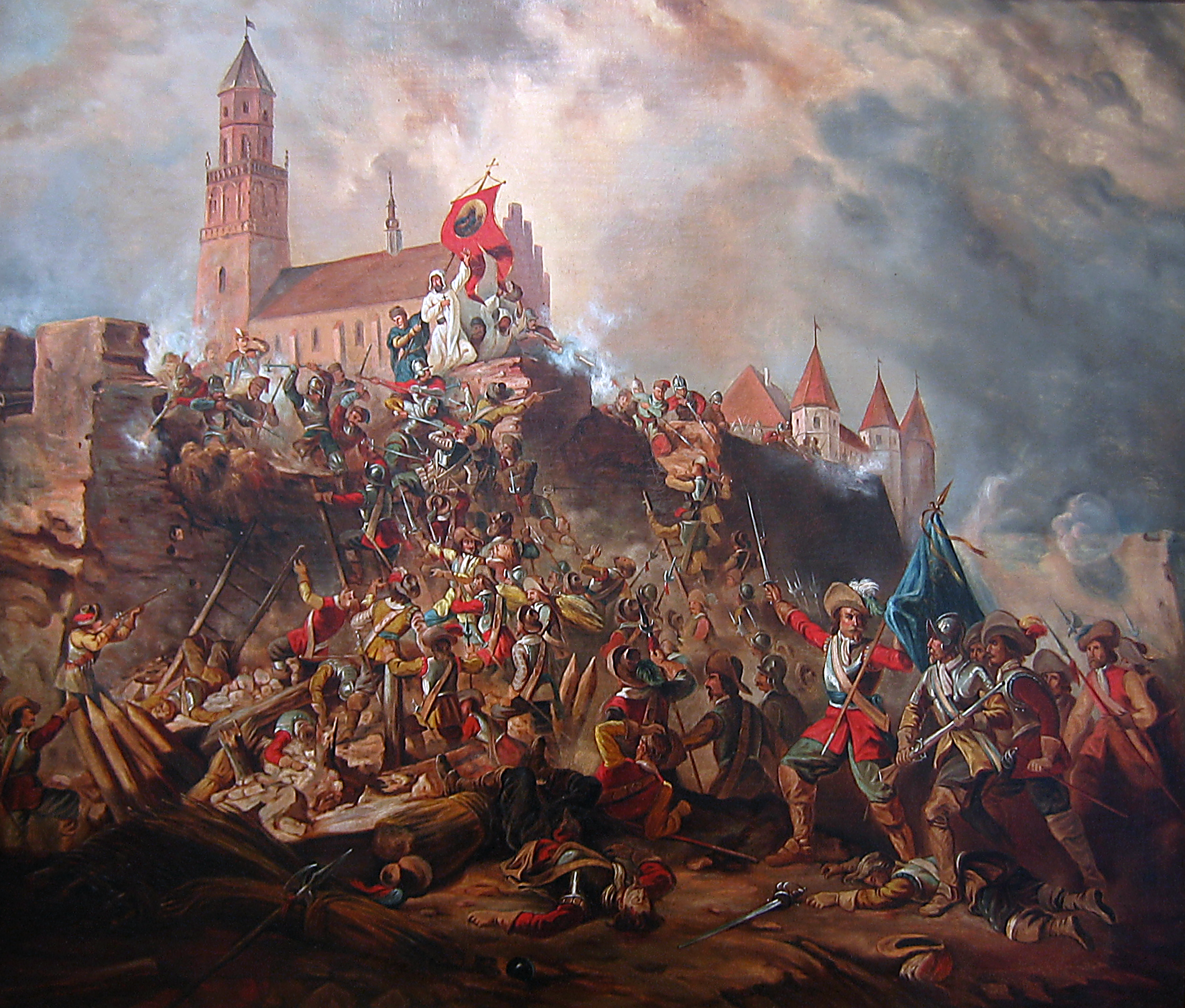
A Fényes hegy 1655-ös ostroma

A települést a 13. században alapították. A történelmi dokumentumok először 1220-ban még faluként említik. A település már 1377 előtt városi rangot kapott. A Jasna Góra-i kolostort a Pálos rend 1382-ben alapította. Nevét is a magyar pálosoktól kapta, akik Szent Lőrincről nevezett anyaházuk nevéből kölcsönözték. Ennek helyét jelölték így: In Claro Monte Budensi (a budai Fényes Hegyen). A Fekete Madonna kegykép két évvel később került a kolostorba és a következő években zarándokhellyé lett. A 17. században a kolostort erődítménnyé alakították át, mely 1655-ben a svédek elleni védelmi rendszer részét alkotta. Częstochowa zsidó közössége 1700 körül alakult ki. A város Lengyelország második felosztásakor Poroszországhoz került. A napóleoni háborúk következtében 1807-ben a Varsói Hercegség, majd 1815-től a Kongresszusi Lengyelország része lett. Ez a város gyors fejlődésének kezdete. 1819-ben a neves katonai építész Jan Bernhard megtervezte és elkezdte felépíteni az Aleja Najświętszej Panny Marii (Legszentebb Szűz Mária) sugárutat, mely ma is a modern város fő tengelyét alkotja. A két korábbi várost Częstochowát és Częstochówkát (amely csak 1717 Nowa Częstochowa néven lett város) 1826-ban egyesítették. 1846-ban megnyitották a Bécs – Varsó vasútvonalat, amely bekapcsolta a várost a vasúthálózatba. 1870 után felfedezték, hogy a környéken jelentős vasérckészletek vannak és ez nagy lendületet adott az ipari fejlődésnek. Felépült a czestochowai kohászati művek, emellett szövőgyárak és papírgyárak épültek.
Az első világháború alatt a város német megszállás alá került, de 1918 után az újjászülető Lengyelország része lett. Az új állam Sziléziában jelentős vasérckészletekhez jutott, így a czestochowai bányák termelése gazdaságtalanná vált és azokat bezárták. Ez véget vetett a város fejlődésének. 1925-ben püspökségi székhely lett.
A második világháború során 1939-ben a várost Tschenstochau néven a Német Birodalomhoz csatolták. A náci csapatok 1939. szeptember 3-án vonultak be a városba és a következő napon – melyet véres hétfőnek is neveznek – mintegy 150 embert lőttek agyon az utcákon.
1941. április 3-án gettó nyílt a városban, a háború során a németek közel 40 000 czestochowai zsidót öltek meg. A várost 1945. január 6-án szabadította fel a Vörös Hadsereg. Az erőltetett kommunista iparosításnak köszönhetően a vasmű jelentősen bővítették és Bolesław Bierut-ról nevezték el. Ez a növekvő turizmussal együtt a város újabb fellendülési korszakát eredményezte, melyet az önálló Czestochowai Vajdaság megalakulása tetőzött be.

## Nevezetességei
A város fő nevezetessége a Jasna Góra-i kolostorban elhelyezett Fekete Madonna kegyképe. A kegyhelyre minden évben turisták és zarándokok ezrei érkeznek a világ minden részéből. Ehhez kapcsolódóan a városban számos kegytárgybolt, ajándéküzlet és emlékhely található.

## Kapcsolatok Magyarországgal
A czestochowai pálos rendben voltak magyar pálosok is, amit egy 1501-ből fennmaradt magyar nyelvemlék is bizonyít. A Cantionale Ecclesiasticum kódexben találtak rá egy magyar nyelvű imádságra, ami rokonságot mutat a Peer-kódexben, a Gyöngyösi kódexben és a Thewrewk-kódexben található imádságokkal.
Az alapító pálos renden kívül Czestochowát egyéb szálak is Magyarországhoz fűzik. Bár a középkorban Czestochowa a magyarok számára nem vált búcsújáróhellyé, Czestochowában ma is őrzik a közös eredet emlékét.
A 17. század végétől pedig Magyarországon is kultusz alakult ki a Fekete Madonna körül. A kegykép nem csak a lengyelek függetlenségi harcainak, hanem a magyarok törökellenes felszabadító harcainak is a jelképe lett.
Ennek egyik fő oka az volt, hogy mielőtt Bécs felmentésére indult, Sobieski János lengyel király 1683-ban Czestochowába zarándokolt, a Madonna védelmét kérte és pajzsára is az ő képét vésette. Miután Bécsnél és Párkánynál Sobieski győzött, a Madonna-kép törökverő szimbólum lett.
A kép másolatai körül Márianosztrán és Sopronbánfalván alakult ki máig is élő búcsújárás. Tiszteletét nem csak a pálosok terjesztették. A Fekete Madonna képe Simontornya, Baja, Jászberény, Szeged és Szabadka ferences rendi templomaiban is megtalálható.

## Kilátás a Jasna Góra pálos monostor tornyából

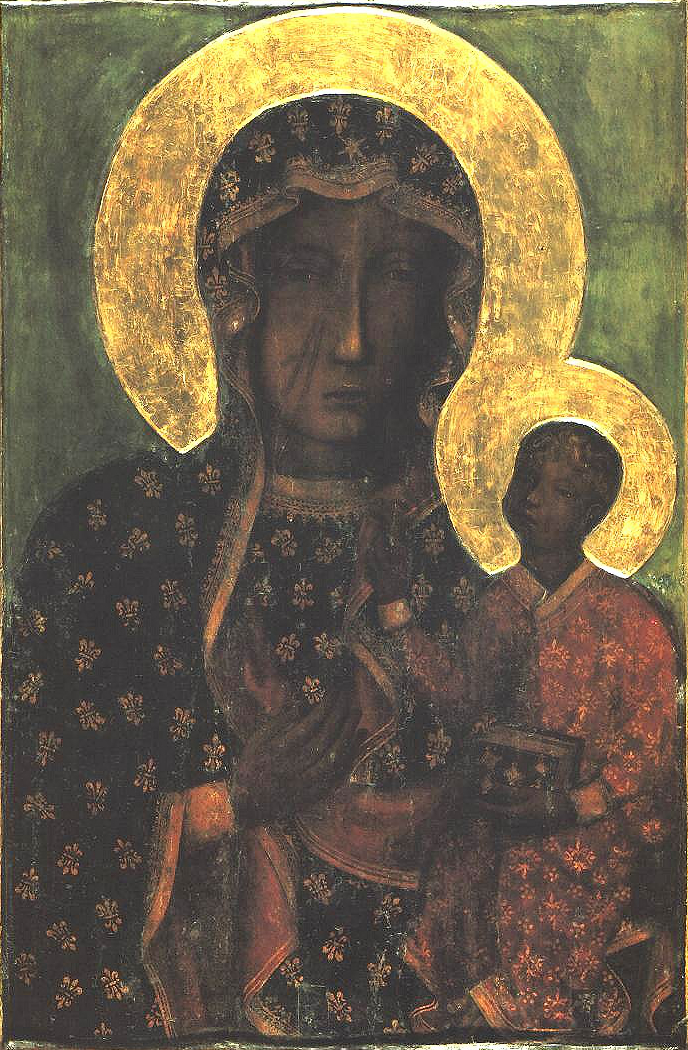
A világhírű Fekete Madonna kegyképe

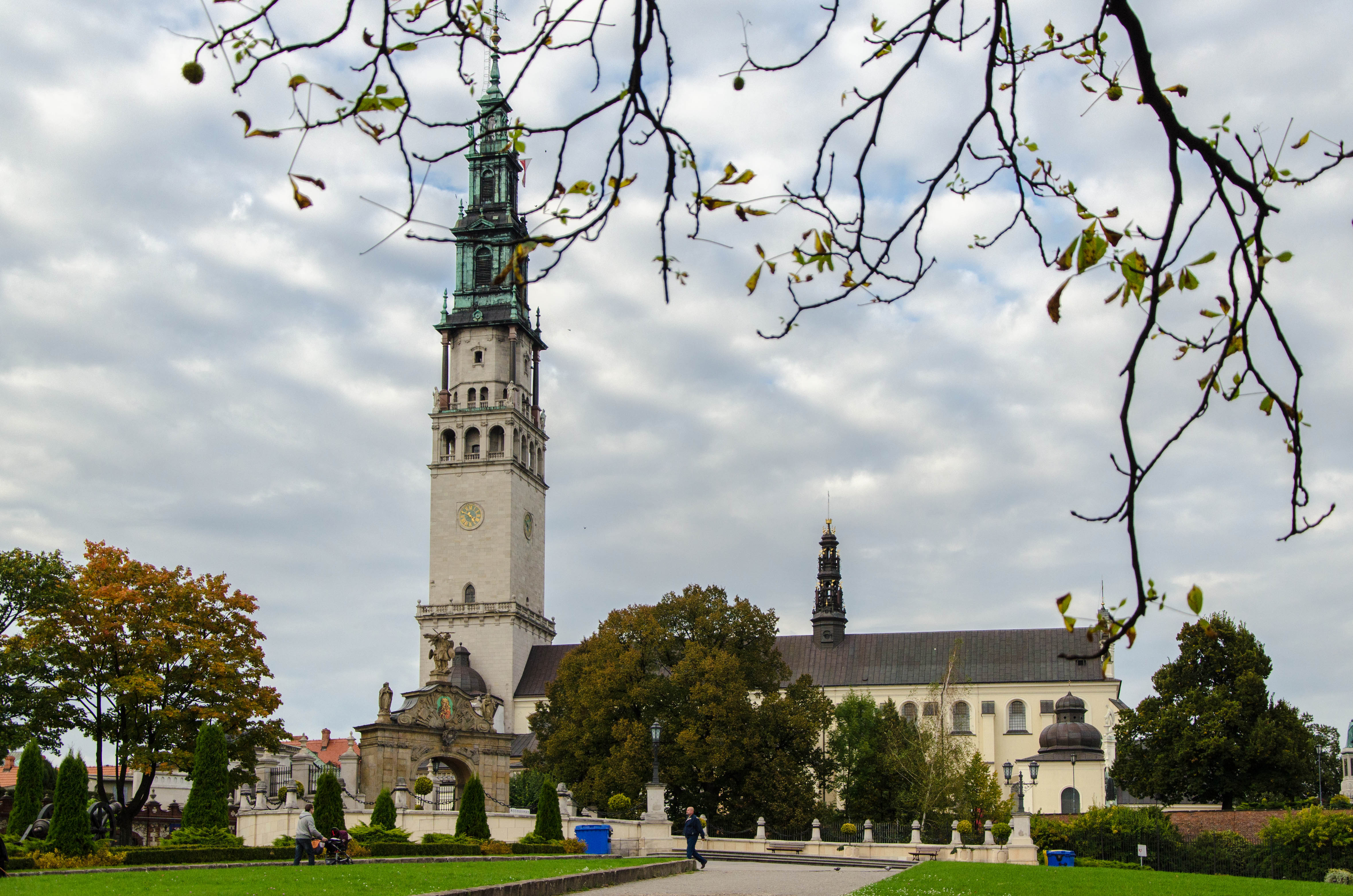
Jasna Góra

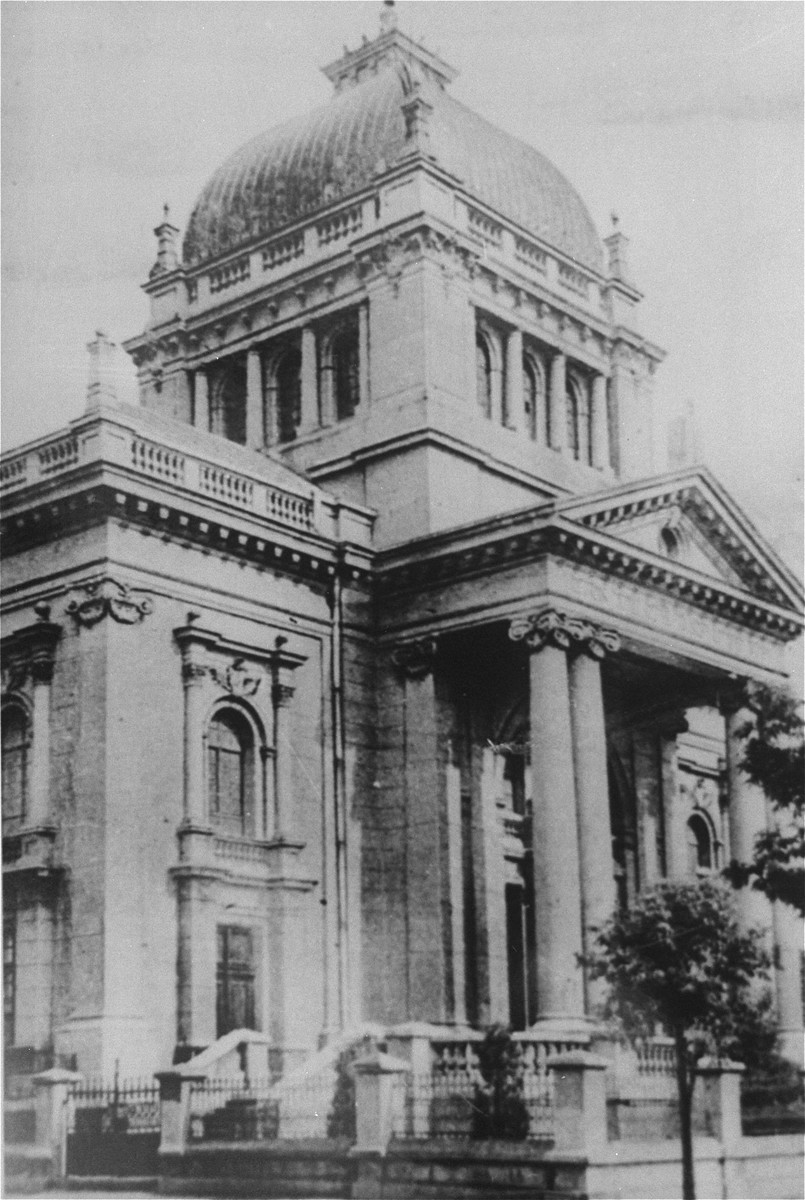
A czestochowai új zsinagóga (lerombolták 1939. december 25-én)

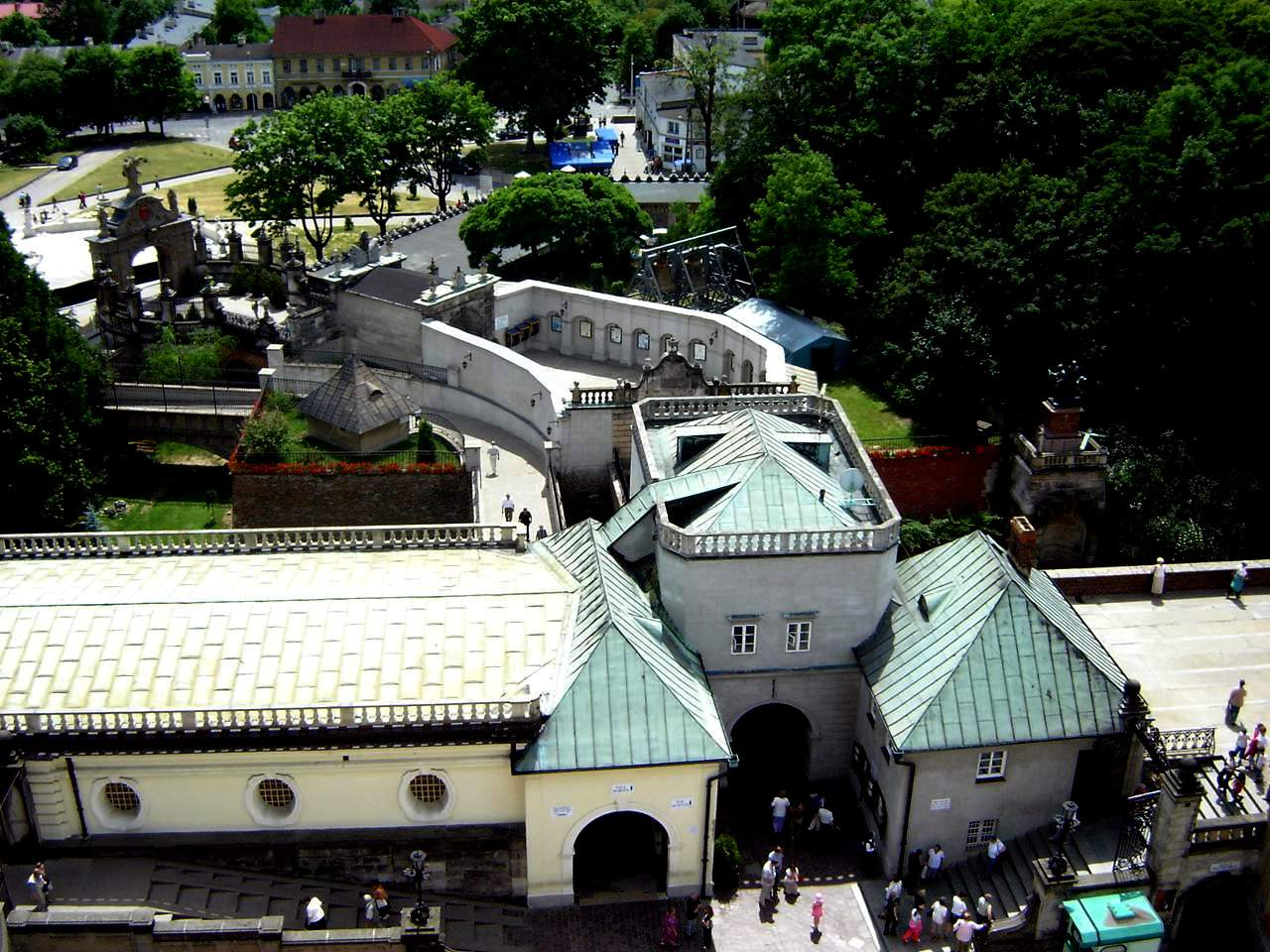
Jasna Góra kapui